# 莫索克亞克塔區
莫索克亞克塔區（西班牙語：Distrito de Mosoc Llacta），是秘魯的一個區，位於該國南部庫斯科大區的阿科馬約省，始建於1964年11月11日，面積43.61平方公里，海拔高度3,802米，2005年人口1,768，人口密度每平方公里41人。